# Barend Graat

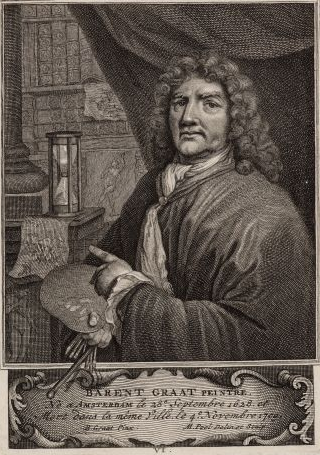
Barend Graat. Gravure door Matthijs Pool naar een zelfportret

Barend Graat (Amsterdam, 21 september 1628 - aldaar, 4 november 1709) was een Noord-Nederlandse kunstschilder.
Graat bracht een deel van zijn jeugd door in Heusden, waar hij op 10- of 11-jarige leeftijd naar school ging. Na vier of vijf jaar keerde hij terug naar Amsterdam. In 1660 trouwde hij met Maria Cornelis Booms, de weduwe van de hoedenmaker Jan van Belle. Samen kregen ze twee dochters, Catharina en Geertruida. Geertruida trouwde later met Matthijs Pool.
Op 16-jarige leeftijd begon Graat zijn opleiding bij zijn oom, de dierenschilder Hans Bodt, bij wie hij zes tot zeven jaar in de leer was. Van 1643 tot 1708 was hij actief in Amsterdam en verwierf bekendheid door het decoreren van belangrijke huizen in de stad met historiestukken en allegorieën, hoewel veel van deze werken niet bewaard zijn gebleven. Hij schilderde landschappen, portretten, historiestukken en genrevoorstellingen. Daarnaast was hij etser, kopergraveur, tekenaar en van 1672 tot 1684 schilderijentaxateur. Aanvankelijk signeerde hij zijn werken met "BGF," en vanaf circa 1660 met "B. Graat fe."
Graats werk werd beïnvloed door Francis van Bossuit, en hij leidde Johann Heinrich Roos en Theodor Roos op. Naast zijn werk als kunstenaar stond hij ook bekend als kunstverzamelaar.
Gedurende vijftien opeenvolgende jaren organiseerde hij twee keer per week in zijn huis een school voor kunstenaars die geïnteresseerd waren in het tekenen naar naaktmodellen. Belangrijke Amsterdamse kunstschilders sloten zich aan bij dit kunstgenootschap, waar zowel naar mannelijke als vrouwelijke levende modellen werd getekend. Het gezelschap groeide tot ongeveer twintig leden en de school wordt beschouwd als de voorloper van de Stadstekenacademie, die in 1708 in de Leidsepoort werd gehuisvest.
Barend Graat overleed op 4 november 1709 in Amsterdam, na zes weken bedlegerig te zijn geweest. Zijn kunstcollectie werd na zijn dood geveild.
- Biblioteca Nacional de España: XX1607727
- Bibliothèque nationale de France: cb14974980n (data)
- Biografisch Portaal: 13518356
- Digitale Bibliotheek voor de Nederlandse Letteren: graa074
- Gemeinsame Normdatei: 14199214X
- International Standard Name Identifier: 0000 0000 8094 6517
- KulturNav: 954d9077-fef1-4f51-a35a-86839a37ed97
- Library of Congress Control Number: nr2006007919
- Nederlandse Thesaurus van Auteursnamen: 070566127
- RKD-Nederlands Instituut voor Kunstgeschiedenis: 33176
- Système universitaire de documentation: 114440786
- Union List of Artist Names: 500018278
- Virtual International Authority File: 15045339
- WorldCat: E39PBJrRfqRDGvBQMgJTFtmWXd